# Xanthopimpla corynoceros
Xanthopimpla corynoceros är en stekelart som beskrevs av Krieger 1915. Xanthopimpla corynoceros ingår i släktet Xanthopimpla och familjen brokparasitsteklar. Utöver nominatformen finns också underarten X. c. obturata.